# Pachyphyllum dalstroemii
Pachyphyllum dalstroemii är en orkidéart som beskrevs av Dodson. Pachyphyllum dalstroemii ingår i släktet Pachyphyllum och familjen orkidéer. Inga underarter finns listade i Catalogue of Life.